# Стеніо Жозеф Вінсен
Стеніо Жозеф Вінсен (22 лютого 1874 — 3 вересня 1959) — президент Гаїті з 1930 до 1941 року.

## Кар'єра
Колишній мер міста Порт-о-Пренс, отримав популярність та більшість голосів на перших в країні після 1918 року, президентських виборах .
Проводив перемовини щодо виведення з Гаїті американського військового флоту, введеного президентом Франкліном Рузвельтом заради забезпечення військового та фінансового контролю над країною. Незважаючи на це, прямий фінансовий контроль над Гаїті тривав до 1941 року, а непрямий — до 1947.
Тим часом, на виборах 1935 року, Вінсена було переобрано більшістю голосів на другий президентський термін до 1941 року, після чого вніс поправки до конституції, що дозволяли в майбутньому обирати президента через загальні демократичні вибори.
За його правління погіршились відносини з Домініканською Республікою через різанину, влаштовану 1937 загоном домініканської поліції проти групи гаїтянських робітників. Частково провиною тому стала тривала історія взаємовідносин двох держав: Гаїті кілька разів вела війни з Домініканською Республікою. Одного разу в результаті такої війни Гаїті навіть удалось на якийсь час захопити весь острів. Але все ж, у всіх цих війнах Гаїті виявлялась у програші. Окрім того, Домініканська Республіка була оплотом більш багатої іспанської культури, а її жителі в цілому мали куди більше європейського впливу, аніж жителі в цілому негритянської Гаїті. Це й послугувало основною причиною сутички на расистському підґрунті між загоном домініканської поліції та групою чорношкірих робітників з Гаїті.
Уряд Гаїті досягнув багато чого: Домініканська Республіка визнала факт нападу на гаїтянських робітників, та зобов'язався упродовж року виплатити матеріальну компенсацію родинам загиблих, проте виплатив тільки половину обіцяної суми. Уряду Гаїті не вдалось домогтись повної перемоги в цьому питанні, незважаючи на те, що економіка Домініканської Республіки сильно залежала від дешевої гаїтянської робочої сили, через що популярність Вінсена на батьківщині сильно впала. 15 травня 1941 року Вінсен поступився місцем президента Елі Леско.

## Нагороди
- Кавалер Великого хреста ордена Пія IX (Ватикан, 11 червня 1941)[2]